# Megaloxantha hemixantha
Megaloxantha hemixantha es una especie de escarabajo del género Megaloxantha, familia Buprestidae. Fue descrita científicamente por Snellen van Vollenhoven en 1864.

## Distribución geográfica
Habita en la región indomalaya.